# Johan-Sebastian Christiansen
Johan-Sebastian Christiansen (nascut el 10 de juny de 1998) és un jugador d'escacs noruec. Va ser guardonat per la FIDE amb els títols de Mestre Internacional, el 2015, i de Gran Mestre, el 2018.

## Resultats destacats en competició
Christiansen va aconseguir les tres normes requerides per al títol de Gran Mestre al Campionat d'Europa d'escacs per equips de 2017 a Hersonissos, a Pardubice el juliol de 2018 i a Göteborg l'agost de 2018.
El juny de 2022, Christiansen va guanyar el 1er Festival d'Escacs de la Colònia de Sant Jordi, amb una puntuació de 7,5/9, guanyant el desempat amb Brandon Clarke.